# Trifolium antucoensis
Trifolium antucoensis là một loài thực vật có hoa trong họ Đậu. Loài này được D.Heller miêu tả khoa học đầu tiên.